# Jelenk
Jelenk – wieś w Słowenii, w gminie Zagorje ob Savi. W 2018 roku liczyła 29 mieszkańców.